# План «Построить лучше, чем было»
План «Построить лучше, чем было» (англ. Build Back Better Plan) —  законодательная база, предложенная президентом США Джо Байденом в преддверии его инаугурации. Она включает в себя финансирование помощи жертвам COVID-19, социальных услуг, социального обеспечения и инфраструктуры, а также средства, выделяемые на снижение последствий изменения климата.

## Предыстория
Пандемия COVID-19 вызвала значительное сокращение рабочих мест в США, причем, по одной из оценок в мае 2020 года, пандемия привела к самому большому кризису безработицы со времён Великой депрессии. Во время своего президентства Дональд Трамп выступал за использование низких процентных ставок для финансирования инфраструктуры, включая дороги, мосты и туннели, но специально исключая инициативы «Нового зелёного курса» Демократической партии.
Незадолго до своей инаугурации Байден сформулировал следующие цели своей программы «Построить лучше, чем было»:
- «Построить современную инфраструктуру»: Соединённые Штаты постоянно недоинвестировали в развитие рабочих, и миллионы позиций в таких растущих отраслях, как строительство и здравоохранение, не были полноценными. План президента Байдена «Построить лучше, чем было» будет инвестировать в инициативы по обучению, чтобы помочь миллионам американских рабочих создать высококачественную занятость в расширяющихся областях посредством высококачественных путей карьерного и технического образования и зарегистрированного ученичества.
- «Позиционировать американскую автомобильную промышленность для победы в XXI веке с помощью технологий, изобретенных в Америке»
- «Достижение энергетического сектора, свободного от углеродного загрязнения, к 2035 году»
- «Осуществить значительные инвестиции в энергоэффективность зданий, в том числе завершить 4 миллиона модернизаций и построить 1,5 миллиона новых доступных домов»: до начала пандемии школы испытывали нехватку примерно 100 000 учителей, что подрывало образование детей. План президента Байдена «Построить лучше, чем было» позволит решить проблему нехватки учителей и повысить уровень их образования, в том числе путём предоставления учительских ординатур и разработки программ, обеспечивающих более высокие результаты. В течение учебного года он распространит бесплатное школьное питание на 9,3 миллиона учащихся и поможет семьям покупать продукты питания летом. План включает в себя инвестиции в модернизацию школьной инфраструктуры, чтобы школьные здания были современными, энергоэффективными, прочными, оснащёнными технологиями и лабораторным оборудованием для обучения детей в будущем.
- «Продолжать исторические инвестиции в инновации чистой энергии»
- «Продвигать устойчивое сельское хозяйство и охрану природы»
- «Обеспечить экологическую справедливость и равные возможности экономики»

## Американский план спасения
Первая часть плана включила в себя пакет помощи от последствий пандемии COVID-19 на сумму 1,9 триллиона долларов, известный как Закон об американском плане спасения 2021 года. Законопроект был одобрен Палатой представителей США 27 февраля 2021 года, а Сенатом — 6 марта. Он был подписан 11 марта 2021 года благодаря использованию процедуры согласования бюджета, что позволило получить ему принятие в Сенате без поддержки республиканцев.

## Американский план по созданию рабочих мест

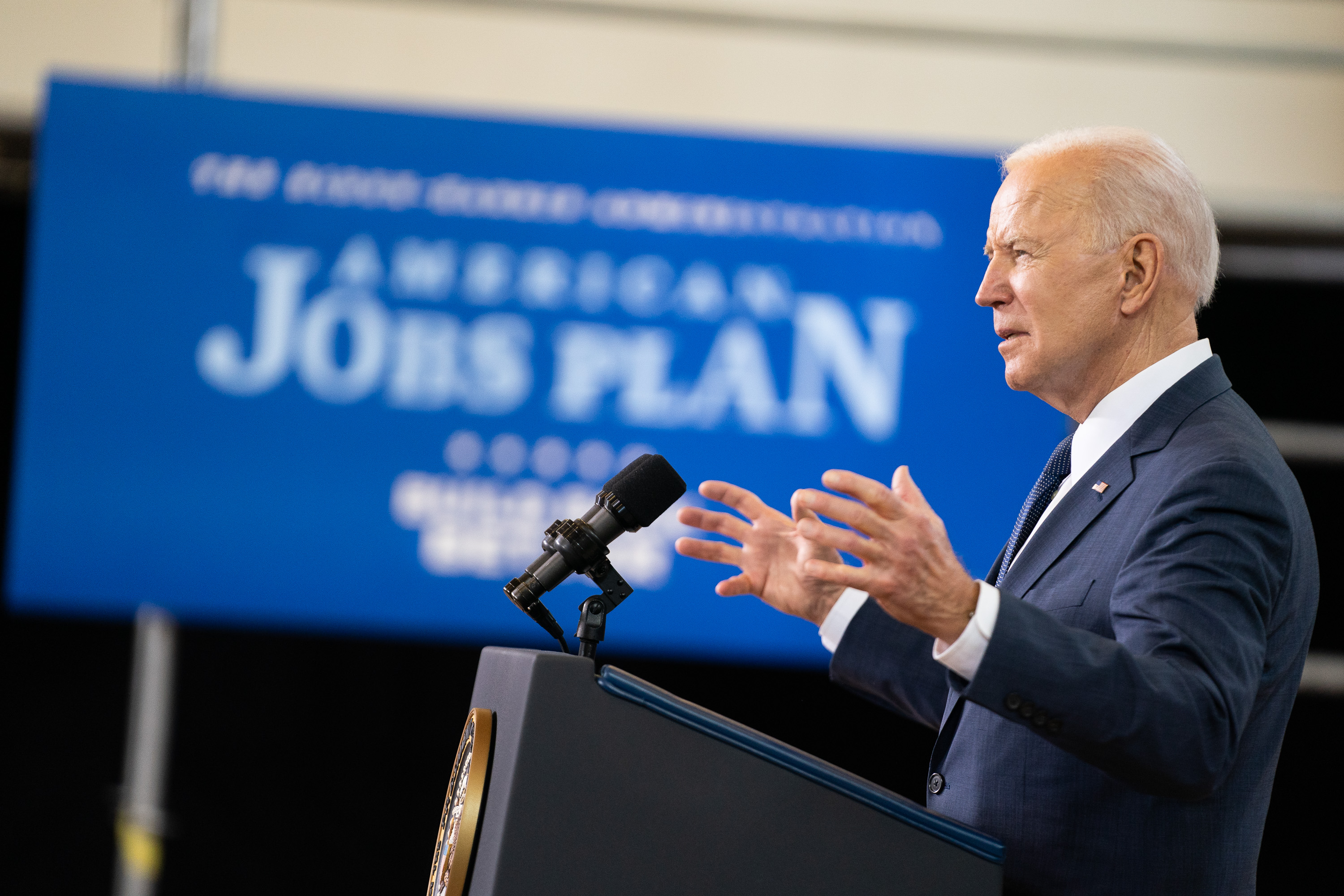
Байден выступает с комментариями о плане по созданию рабочих мест в Питтсбурге 31 марта 2021 года

Вторая часть плана «Построить лучше, чем было» первоначально была представлена как «Американский план по созданию рабочих мест», но затем преобразована в «Закон об инвестициях в инфраструктуру и рабочие места» на сумму 1,2 триллиона долларов, с некоторыми аспектами, перенесёнными в закон «Построить лучше, чем было» на сумму 1,75 триллиона долларов.

### Оригинальный проект
31 марта 2021 года Байден представил детали своего плана «Американский план по созданию рабочих мест» стоимостью 2,3 триллиона долларов (который, в сочетании с планом «Американские семьи», составлял 4 триллиона долларов на инфраструктурные расходы), представленного им как «преобразующие усилия по капитальному ремонту экономики страны». План был направлен на создание миллионов рабочих мест, укрепление профсоюзов, расширение защиты труда и решение проблемы изменения климата.

#### Физическая инфраструктура
План предусматривал расходы на транспортную инфраструктуру в размере 621 миллиарда долларов, в том числе 115 миллиардов на автомагистрали и дороги, 80 миллиардов на улучшение американских железных дорог, 85 миллиардов на модернизацию общественного транспорта, 25 миллиардов на аэропорты, 174 миллиардов на стимулирование внедрения электромобилей (включая 15 миллиардов долларов на строительство 500 000 зарядных станций электромобилей к 2030 году) и 17 миллиардов на внутренние водные пути, прибрежные порты, наземные порты въезда и паромы. План также предусматривает электрификацию не менее 20 процентов автопарка школьных автобусов страны. План также предусматривал выделение 100 миллиардов долларов на финансирование американской энергетической инфраструктуры с целью перехода страны на 100-процентное безуглеродное производство электроэнергии к 2035 году, в частности создание «Управления по внедрению сетей» при Министерстве энергетики для поддержки строительства высоковольтных линий электропередач.

#### Инфраструктура «у себя дома»
План предусматривал выделение 213 миллиардов долларов на строительство и модернизацию более 2 миллионов домов и 40 миллиардов долларов на улучшение общественного жилья. Он включал в себя 111 миллиардов долларов на модернизацию систем питьевой воды, сточных вод и ливневых стоков — 45 миллиардов долларов из этой суммы были предназначены для замены 100-процентных свинцовых водопроводов в стране.
План по созданию рабочих мест предложил инвестировать 16 миллиардов долларов в ликвидацию «бесхозных скважин» — заброшенных скважин, из которых постоянно выделяется метан. План содержал 100 миллиардов долларов на строительство и модернизацию государственных школ, 25 миллиардов на модернизацию детских учреждений и 12 миллиардов на общественные колледжи.
План содержал предложение о создании Гражданского климатического корпуса по образцу Гражданского корпуса охраны окружающей среды, созданного во времена Нового курса Рузвельта. План предлагал выделить 10 миллиардов долларов на эту программу, которая, по заявлению Белого дома, создаст от 10 000 до 20 000 рабочих мест. В отличие от этого, за девять лет работы в первоначальной программе Гражданского корпуса охраны окружающей среды приняли участие около трёх миллионов человек.

#### Исследования и разработки
План предусматривал расходы в размере 180 миллиардов долларов на исследования и разработки, включая значительные расходы на чистую энергию и базовые исследования климата. Среди этого планировалось потратить 50 миллиардов долларов на полупроводниковые технологии, а также 300 миллиардов на расходы на производство.

#### Экономика ухода
План включал 400 миллиардов долларов на расширение доступа к домашнему или общественному уходу для пожилых людей и людей с ограниченными возможностями.

#### Закон о защите права на организацию
В план было включено принятие предложенного закона «О защите права на организацию», который будет способствовать укреплению профсоюзов путём отмены законов штатов о праве на труд и гарантирования выборов в профсоюзах.

#### Финансирование
Планировалось, что источником финансирования станет повышение ставки корпоративного налога в рамках предложенного налогового плана «Сделано в Америке». Это частично отменило бы налоговые реформы 2017 года, проведённые при администрации Трампа. Ставка корпоративного налога повысится с 21 % до 28 %, что приблизит её к дореформенной налоговой ставке в 35 %. Цель налогового плана — собрать более 2 триллионов долларов к 2036 году, при этом другие методы включают прекращение субсидий компаниям, добывающим ископаемое топливо, увеличение минимального глобального налога с 13 % до 21 % и расходы на дефицит.
Также планировалось увеличение глобального нематериального дохода, облагаемого низким налогом, с 10,5 % до 21 %. Данный налог был создан в 2017 году, чтобы отбить у базирующихся в США компаний желание переводить прибыль в офшорную зону, и направлен на нематериальные активы, такие как патенты, авторские права и торговые марки, которые иногда могут использоваться компаниями для ухода от налогов.

### Двухпартийный законопроект
28 июля 2021 переговорщики в Сенате объявили, что было достигнуто соглашение о физической инфраструктуре на сумму 1,2 триллиона долларов. Согласно NPR, новая версия включает в себя:
- 110 миллиардов долларов на дороги, мосты и другие крупные проекты
- 11 миллиардов долларов на программы транспортной безопасности
- 39 миллиардов долларов на модернизацию транзита и повышение доступности
- 66 миллиардов долларов на железнодорожный транспорт
- 7,5 млрд долларов на создание национальной сети зарядных устройств для электромобилей
- 73 миллиарда долларов на энергетическую инфраструктуру и передачу чистой энергии
- 65 миллиардов долларов на развитие широкополосной связи

В разработке данного законопроекта также принимало участие Агентство по развитию бизнеса меньшинств. 10 августа 2021 года изменённый законопроект был одобрен Сенатом (69—30). Через несколько месяцев, 5 ноября 2021 года Палата представителей одобрила закон с поправкой Сената (228—206), и через десять дней он был подписан президентом Байденом.

## План американских семей

### Оригинальный проект

#### Экономика ухода
Третья часть первоначальной программы «Восстановить лучше, чем было» включала в себя 1 триллион долларов на новые расходы и 800 миллиардов долларов в виде налоговых льгот. Среди них:
- 200 миллиардов долларов на расходы по уходу за детьми, чтобы ни одна семья не платила более 7 % своего дохода на уход за ними
- 200 миллиардов долларов на обеспечение бесплатного всеобщего дошкольного образования
- более 200 миллиардов долларов на оплачиваемый семейный и медицинский отпуск, субсидируемый государством
- 300 миллиардов долларов на то, чтобы сделать общественные колледжи бесплатными для всех американцев
- 200 миллиардов долларов на субсидии на медицинское страхование, предоставляемые через биржи здравоохранения в рамках Закона о доступной медицинской помощи

#### Финансирование
Законопроект должен был, по крайней мере, частично финансироваться за счёт повышения налогов на американцев с высокими доходами и инвесторов, включая восстановление верхней предельной ставки подоходного налога до уровня 39,6 % до 2017 года и почти удвоение налога на прирост капитала для людей, зарабатывающих более 1 миллиона долларов, а также устранение положения в налоговом кодексе, которое снижает прирост капитала на некоторые унаследованные активы, например, дома для отдыха. Он также позволит увеличить доходы за счёт увеличения бюджета Налоговой службы на 80 миллиардов долларов (распределённых на десять лет), что, по оценкам Белого дома, позволит получить более 700 миллиардов долларов доходов, которые в противном случае были бы потеряны из-за уклонения от уплаты налогов. Он также потребует от банков сообщать Налоговому управлению об общем оттоке и притоке средств со счетов, чтобы помочь выявить уклонение от уплаты налогов.